# Saison 2 de The Americans
Chronologie
Saison 1 Saison 3
Cet article présente le guide des épisodes de la deuxième saison de la série télévisée américaine The Americans.

## Généralités
- Aux États-Unis, cette saison a été diffusée entre le 26 février 2014 et le 21 mai 2014 sur FX.
- Au Canada, elle a été diffusée en simultané sur FX Canada.
- En France, elle est diffusée en version sous-titrée, cinq jours après la diffusion américaine[1] depuis le 4 mars 2014 sur Canal+ Séries[2].

## Distribution

### Acteurs principaux
- Matthew Rhys (VF : Arnaud Arbessier) : Phillip Jennings
- Keri Russell (VF : Barbara Delsol) : Elizabeth Jennings
- Noah Emmerich (VF : Michel Dodane) : agent du FBI Stan Beeman
- Keidrich Sellati (VF : Samuel Bellonie) : Henry Jennings
- Holly Taylor (VF : Clara Quilichini) : Paige Jennings
- Annet Mahendru (VF : Véronique Desmadryl) : Nina[3]
- Susan Misner (VF : Caroline Beaune) : Sandra Beeman[4]
- Alison Wright (VF : Marjorie Frantz) : Martha Hanson[3]

### Acteurs récurrents
- Lev Gorn (VF : Lionel Tua) : Arkady Ivanovich (Résident du KGB)
- Richard Thomas (VF : Pierre Tessier) : superviseur du FBI
- Costa Ronin : Oleg Igorevich Burov (officier du KGB)
- Wrenn Schmidt : Kate (Nouveau Superviseur du KGB de Philip et Elizabeth)
- John Carroll Lynch (VF : Jean-François Aupied) : Fred (épisodes 1, 2, 9, 11 à 13)
- Gillian Alexy : Annelise (Informatrice de Philippe)
- Tim Hopper (en) (VF : Denis Laustriat) : Sanford Prince (épisode 1)
- Aimee Carrero (VF : Magali Rosenzweig) : Chena, combattant sandiniste[5] (épisodes 2, 6 à 8)
- Margo Martindale (VF : Coco Noël) : Claudia, superviseur du KGB[6] (épisodes 4, 6 et 13)
- Cotter Smith (en) (VF : Éric Legrand) : le procureur général adjoint (épisodes 4 et 8)
- Daniel Flaherty (VF : Gabriel Bismuth-Bienaimé) : Matthew Beeman, fils de Stan Beeman (épisodes 6 et 12)
- Reg Rogers (en) (VF : Nicolas Marié) : Charles Duluh (épisode 7)

## Épisodes

### Épisode 1:Camarades
- États-Unis /  Canada : 26 février 2014 sur FX[7] / FX Canada
- France : 8 octobre 2014 sur Canal+ Séries[8]
- Belgique : 9 février 2015 sur Be 1[9]
- Suisse : 21 septembre 2015 sur RTS Un[10]
- Québec : 23 mai 2016 sur AddikTV[11]

- États-Unis : 1,90 million de téléspectateurs[12] (première diffusion)

### Épisode 2:Cardinal
- États-Unis /  Canada : 5 mars 2014 sur FX / FX Canada
- France : 8 octobre 2014 sur Canal+ Séries
- Belgique : 9 février 2015 sur Be 1
- Suisse : 21 septembre 2015 sur RTS Un
- Québec : 30 mai 2016 sur AddikTV

- États-Unis : 1,46 million de téléspectateurs[13] (première diffusion)

### Épisode 3:Le monde est petit
- États-Unis /  Canada : 12 mars 2014 sur FX / FX Canada
- France : 8 octobre 2014 sur Canal+ Séries
- Belgique : 16 février 2015 sur Be 1
- Suisse : 28 septembre 2015 sur RTS Un
- Québec : 6 juin 2016 sur AddikTV

- États-Unis : 1,27 million de téléspectateurs[14] (première diffusion)

### Épisode 4:Petite musique de nuit
- États-Unis /  Canada : 19 mars 2014 sur FX / FX Canada
- France : 15 octobre 2014 sur Canal+ Séries
- Belgique : 16 février 2015 sur Be 1
- Suisse : 28 septembre 2015 sur RTS Un
- Québec : 13 juin 2016 sur AddikTV

- États-Unis : 1,39 million de téléspectateurs[15] (première diffusion)

### Épisode 5:L'Échange
- États-Unis /  Canada : 26 mars 2014 sur FX / FX Canada
- France : 15 octobre 2014 sur Canal+ Séries
- Belgique : 23 février 2015 sur Be 1
- Suisse : 5 octobre 2015 sur RTS Un
- Québec : 20 juin 2016 sur AddikTV

- États-Unis : 1,36 million de téléspectateurs[16] (première diffusion)

### Épisode 6:La Porte rouge
- États-Unis /  Canada : 2 avril 2014 sur FX / FX Canada
- France : 22 octobre 2014 sur Canal+ Séries
- Belgique : 23 février 2015 sur Be 1
- Suisse : 5 octobre 2015 sur RTS Un
- Québec : 27 juin 2016 sur AddikTV

- États-Unis : 1,21 million de téléspectateurs[17] (première diffusion)

### Épisode 8:Une belle caisse
- États-Unis /  Canada : 16 avril 2014 sur FX / FX Canada
- France : 29 octobre 2014 sur Canal+ Séries
- Belgique : 2 mars 2015 sur Be 1
- Suisse : 12 octobre 2015 sur RTS Un
- Québec : 11 juillet 2016 sur AddikTV

- États-Unis : 1,39 million de téléspectateurs[19] (première diffusion)

### Épisode 9:Opération «Martial Eagle»
- États-Unis /  Canada : 23 avril 2014 sur FX / FX Canada
- France : 29 octobre 2014 sur Canal+ Séries
- Belgique : 9 mars 2015 sur Be 1
- Suisse : 19 octobre 2015 sur RTS Un
- Québec : 18 juillet 2016 sur AddikTV

- États-Unis : 1,37 million de téléspectateurs[20] (première diffusion)

### Épisode 10:Yousaf
- États-Unis /  Canada : 30 avril 2014 sur FX / FX Canada
- France : 5 novembre 2014 sur Canal+ Séries
- Belgique : 9 mars 2015 sur Be 1
- Suisse : 19 octobre 2015 sur RTS Un
- Québec : 25 juillet 2016 sur AddikTV

- États-Unis : 1,27 million de téléspectateurs[21] (première diffusion)

### Épisode 11:Furtif
- États-Unis /  Canada : 7 mai 2014 sur FX / FX Canada
- France : 5 novembre 2014 sur Canal+ Séries
- Belgique : 16 mars 2015 sur Be 1
- Suisse : 26 octobre 2015 sur RTS Un
- Québec : 1er août 2016 sur AddikTV

- États-Unis : 1,12 million de téléspectateurs[22] (première diffusion)

### Épisode 12:Opération chronicle
- États-Unis /  Canada : 14 mai 2014 sur FX / FX Canada
- France : 12 novembre 2014 sur Canal+ Séries
- Belgique : 16 mars 2015 sur Be 1
- Suisse : 26 octobre 2015 sur RTS Un
- Québec : 8 août 2016 sur AddikTV

- États-Unis : 1,27 million de téléspectateurs[23] (première diffusion)

### Épisode 13:Écho
- États-Unis /  Canada : 21 mai 2014 sur FX[24] / FX Canada
- France : 12 novembre 2014 sur Canal+ Séries
- Belgique : 16 mars 2015 sur Be 1
- Suisse : 26 octobre 2015 sur RTS Un
- Québec : 15 août 2016 sur AddikTV

- États-Unis : 1,29 million de téléspectateurs[25] (première diffusion)